# Phalcoboenus
A Phalcoboenus a madarak osztályának a sólyomalakúak (Falconiformes) rendjébe és a sólyomfélék (Falconidae) családjába tartozó nem.

## Rendszerezésük
A nemet Alcide d’Orbigny francia természettudós és zoológus írta le 1834-ben, az alábbi fajok tartoznak ide:
- tűzföldi karakara (Phalcoboenus australis)
- csíkos karakara (Phalcoboenus carunculatus)
- hegyi karakara (Phalcoboenus megalopterus)
- fehértorkú karakara (Phalcoboenus albogularis)

## Előfordulásuk
Dél-Amerika területén honosak. Természetes élőhelyeik a mérsékelt övi erdők és gyepek, szubtrópusi és trópusi gyepek és cserjések, valamint tengerpartok, sziklás környezetben. Állandó, nem vonuló fajok.

## Megjelenésük
Testhosszuk 55-65 centiméter körüli.